# Nyctiophylax eidolonus
Nyctiophylax eidolonus là một loài Trichoptera trong họ Polycentropodidae. Chúng phân bố ở miền Australasia.